# Dziurdzioły (gromada)
Dziurdzioły (do 29 VI 1960 Teklin) – dawna gromada, czyli najmniejsza jednostka podziału terytorialnego Polskiej Rzeczypospolitej Ludowej w latach 1954–1972.
Gromady, z gromadzkimi radami narodowymi (GRN) jako organami władzy najniższego stopnia na wsi, funkcjonowały od reformy reorganizującej administrację wiejską przeprowadzonej jesienią 1954 do momentu ich zniesienia z dniem 1 stycznia 1973, tym samym wypierając organizację gminną w latach 1954–1972.
Gromadę Dziurdzioły siedzibą GRN w Dziurdziołach utworzono 30 czerwca 1960 w powiecie rawskim w woj. łódzkim w związku ze zmianą nazwy gromady Teklin na gromada Dziurdzioły.
W 1961 roku (styczeń) gromadzka rada narodowa składała się z 15 członków.
1 lipca 1968 gromadę zniesiono, a jej obszar włączono do gromady Boguszyce w tymże powiecie.